# 1682 Karel
1682 Karel è un asteroide della fascia principale. Scoperto nel 1949, presenta un'orbita caratterizzata da un semiasse maggiore pari a 2,2389651 UA e da un'eccentricità di 0,1912142, inclinata di 4,02774° rispetto all'eclittica.
L'asteroide è dedicato al figlio dei coniugi Cornelis e Ingrid van Houten, astronomi olandesi.